# Ralph A. James
Ralph Arthur James (23 septembre 1920 à Salt Lake City, Utah - 24 février 1973 à Alamo, Californie) est un chimiste américain de l'Université de Chicago qui a co-découvert les éléments curium (1944) et américium (1944-1945). Plus tard, il travaille à l'Université de Californie à Los Angeles et au Laboratoire national Lawrence Livermore en Californie.
Il travaille également sur le niobium et la spectroscopie nucléaire.

## Carrière scientifique
James fait partie du Laboratoire de Métallurgie de l'Université de Chicago, l'équipe dirigée par Glenn Theodore Seaborg. Le laboratoire possède de grandes quantités de plutonium (découvert en 1940) qui est produit sur le site de Hanford pour fabriquer des armes nucléaires. Cela leur permet de découvrir deux nouveaux éléments, même si les difficultés d'étude et d'isolement sont grandes.
En 1944, Seaborg décide d'étendre la recherche à des éléments plus lourds et charge les chimistes Ralph A. James et Leon O. Morgan d'envoyer des échantillons de plutonium irradié à Albert Ghiorso pour analyse. En identifiant les caractéristiques des particules alpha émises, ils trouvent les nouveaux éléments.
Le curium (numéro atomique 96) est découvert en 1944 par Glenn Theodore Seaborg, Ralph A. James et Albert Ghiorso pendant la Seconde Guerre mondiale dans le laboratoire métallurgique de Chicago, dans le cadre du projet Manhattan, en bombardant du plutonium avec des ions d'hélium,. Il est nommé en l'honneur de Pierre Curie et Marie Curie.
De même, l'américium (numéro atomique 95) est découvert en 1944 par Glenn Theodore Seaborg, Ralph A. James, Leon O. Morgan et Albert Ghiorso, travaillant dans le projet Manhattan. En bombardant des neutrons de plutonium dans le cyclotron de 60 pouces de l'Université de Californie à Berkeley,. Il est nommé d'après les continents d'Amérique, et parce que c'est un élément homologue de l'europium (numéro atomique 63), placé juste au-dessus.
Ralph James devient membre de la Fondation Guggenheim en 1955, pour la chimie.